# Seznam prostorových grup
Existuje 230 prostorových grup ve třech rozměrech, které jsou označeny číselným indexem, plným jménem v Hermann-Mauguinově značení a krátkým názvem (mezinárodní symbol). Dlouhé názvy jsou uvedeny s mezerami pro čitelnost. Každá grupa má bodovou grupu elementární buňky.

## Seznam prostorových grup trojklonné soustavy
|  |

| Číslo | Bodová grupa | Orbifoldovo značení     | Krátké jméno | Celé jméno | Schoenfliesovo značení               | Fedorovovo značení | Shubnikovo značení                        | Fibrifoldovo značení     |
| ----- | ------------ | ----------------------- | ------------ | ---------- | ------------------------------------ | ------------------ | ----------------------------------------- | ------------------------ |
| 1     | 1            | {\displaystyle 1}       | P1           | P 1        | {\displaystyle \Gamma _{t}C_{1}^{1}} | 1s                 | {\displaystyle (a/b/c)\cdot 1}            | {\displaystyle (\circ )} |
| 2     | 1            | {\displaystyle \times } | P1           | P 1        | {\displaystyle \Gamma _{t}C_{i}^{1}} | 2s                 | {\displaystyle (a/b/c)\cdot {\tilde {2}}} | {\displaystyle (2222)}   |

## Seznam prostorových grup jednoklonné soustavy
| Primitivní (P) | Bazicky centrovaná (C) |
| -------------- | ---------------------- |
|                |                        |

| Číslo | Bodová grupa | Orbifoldovo značení | Krátké jméno | Celé jméno | Celé jméno | Schoenfliesovo značení                    | Fedorovovo značení | Shubnikovo značení                                                         | Fibrifoldovo značení (primární)        | Fibrifoldovo značení (sekundární)                                           |
| ----- | ------------ | ------------------- | ------------ | ---------- | ---------- | ----------------------------------------- | ------------------ | -------------------------------------------------------------------------- | -------------------------------------- | --------------------------------------------------------------------------- |
| 3     | 2            | {\displaystyle 22}  | P2           | P 1 2 1    | P 1 1 2    | {\displaystyle \Gamma _{m}C_{2}^{1}}      | 3s                 | {\displaystyle (b:(c/a)):2}                                                | {\displaystyle (2_{0}2_{0}2_{0}2_{0})} | {\displaystyle ({*}_{0}{*}_{0})}                                            |
| 4     | 2            | {\displaystyle 22}  | P21          | P 1 21 1   | P 1 1 21   | {\displaystyle \Gamma _{m}C_{2}^{2}}      | 1a                 | {\displaystyle (b:(c/a)):2_{1}}                                            | {\displaystyle (2_{1}2_{1}2_{1}2_{1})} | {\displaystyle ({\bar {\times }}{\bar {\times }})}                          |
| 5     | 2            | {\displaystyle 22}  | C2           | C 1 2 1    | B 1 1 2    | {\displaystyle \Gamma _{m}^{b}C_{2}^{3}}  | 4s                 | {\displaystyle \left({\tfrac {a+b}{2}}/b:(c/a)\right):2}                   | {\displaystyle (2_{0}2_{0}2_{1}2_{1})} | {\displaystyle ({*}_{1}{*}_{1})}, {\displaystyle ({*}{\bar {\times }})}     |
| 6     | m            | {\displaystyle *}   | Pm           | P 1 m 1    | P 1 1 m    | {\displaystyle \Gamma _{m}C_{s}^{1}}      | 5s                 | {\displaystyle (b:(c/a))\cdot m}                                           | {\displaystyle [\circ _{0}]}           | {\displaystyle ({*}{\cdot }{*}{\cdot })}                                    |
| 7     | m            | {\displaystyle *}   | Pc           | P 1 c 1    | P 1 1 b    | {\displaystyle \Gamma _{m}C_{s}^{2}}      | 1h                 | {\displaystyle (b:(c/a))\cdot {\tilde {c}}}                                | {\displaystyle ({\bar {\circ }}_{0})}  | {\displaystyle ({*}{:}{*}{:})}, {\displaystyle ({\times }{\times }_{0})}    |
| 8     | m            | {\displaystyle *}   | Cm           | C 1 m 1    | B 1 1 m    | {\displaystyle \Gamma _{m}^{b}C_{s}^{3}}  | 6s                 | {\displaystyle \left({\tfrac {a+b}{2}}/b:(c/a)\right)\cdot m}              | {\displaystyle [\circ _{1}]}           | {\displaystyle ({*}{\cdot }{*}{:})}, {\displaystyle ({*}{\cdot }{\times })} |
| 9     | m            | {\displaystyle *}   | Cc           | C 1 c 1    | B 1 1 b    | {\displaystyle \Gamma _{m}^{b}C_{s}^{4}}  | 2h                 | {\displaystyle \left({\tfrac {a+b}{2}}/b:(c/a)\right)\cdot {\tilde {c}}}   | {\displaystyle ({\bar {\circ }}_{1})}  | {\displaystyle ({*}{:}{\times })}, {\displaystyle ({\times }{\times }_{1})} |
| 10    | 2/m          | {\displaystyle 2*}  | P2/m         | P 1 2/m 1  | P 1 1 2/m  | {\displaystyle \Gamma _{m}C_{2h}^{1}}     | 7s                 | {\displaystyle (b:(c/a))\cdot m:2}                                         | {\displaystyle [2_{0}2_{0}2_{0}2_{0}]} | {\displaystyle [*2{\cdot }22{\cdot }2)}                                     |
| 11    | 2/m          | {\displaystyle 2*}  | P21/m        | P 1 21/m 1 | P 1 1 21/m | {\displaystyle \Gamma _{m}C_{2h}^{2}}     | 2a                 | {\displaystyle (b:(c/a))\cdot m:2_{1}}                                     | {\displaystyle [2_{1}2_{1}2_{1}2_{1}]} | {\displaystyle (22{*}{\cdot })}                                             |
| 12    | 2/m          | {\displaystyle 2*}  | C2/m         | C 1 2/m 1  | B 1 1 2/m  | {\displaystyle \Gamma _{m}^{b}C_{2h}^{3}} | 8s                 | {\displaystyle \left({\tfrac {a+b}{2}}/b:(c/a)\right)\cdot m:2}            | {\displaystyle [2_{0}2_{0}2_{1}2_{1}]} | {\displaystyle (*2{\cdot }22{:}2)}, {\displaystyle (2{\bar {*}}2{\cdot }2)} |
| 13    | 2/m          | {\displaystyle 2*}  | P2/c         | P 1 2/c 1  | P 1 1 2/b  | {\displaystyle \Gamma _{m}C_{2h}^{4}}     | 3h                 | {\displaystyle (b:(c/a))\cdot {\tilde {c}}:2}                              | {\displaystyle (2_{0}2_{0}22)}         | {\displaystyle (*2{:}22{:}2)}, {\displaystyle (22{*}_{0})}                  |
| 14    | 2/m          | {\displaystyle 2*}  | P21/c        | P 1 21/c 1 | P 1 1 21/b | {\displaystyle \Gamma _{m}C_{2h}^{5}}     | 3a                 | {\displaystyle (b:(c/a))\cdot {\tilde {c}}:2_{1}}                          | {\displaystyle (2_{1}2_{1}22)}         | {\displaystyle (22{*}{:})}, {\displaystyle (22{\times })}                   |
| 15    | 2/m          | {\displaystyle 2*}  | C2/c         | C 1 2/c 1  | B 1 1 2/b  | {\displaystyle \Gamma _{m}^{b}C_{2h}^{6}} | 4h                 | {\displaystyle \left({\tfrac {a+b}{2}}/b:(c/a)\right)\cdot {\tilde {c}}:2} | {\displaystyle (2_{0}2_{1}22)}         | {\displaystyle (2{\bar {*}}2{:}2)}, {\displaystyle (22{*}_{1})}             |

## Seznam prostorových grup kosočtverečných soustav
| Primitivní (P) | Prostorově centrovaná (I) | Plošně centrovaná (F) | Bazicky centrovaná (A or C) |
| -------------- | ------------------------- | --------------------- | --------------------------- |
|                |                           |                       |                             |

| Číslo | Bodová grupa                                                  | Orbifoldovo značení  | Krátké jméno | Celé jméno       | Schoenfliesovo značení                     | Fedorovovo značení | Shubnikovo značení | Fibrifoldovo značení (primární)                         | Fibrifoldovo značení (sekundární)                                                                    |
| ----- | ------------------------------------------------------------- | -------------------- | ------------ | ---------------- | ------------------------------------------ | ------------------ | --- | ------------------------------------------------------- | --- |
| 16    | 222                                                           | {\displaystyle 222}  | P222         | P 2 2 2          | {\displaystyle \Gamma _{o}D_{2}^{1}}       | 9s                 | {\displaystyle (c:a:b):2:2} | {\displaystyle (*2_{0}2_{0}2_{0}2_{0})}                 | |
| 17    | 222                                                           | {\displaystyle 222}  | P2221        | P 2 2 21         | {\displaystyle \Gamma _{o}D_{2}^{2}}       | 4a                 | {\displaystyle (c:a:b):2_{1}:2} | {\displaystyle (*2_{1}2_{1}2_{1}2_{1})}                 | {\displaystyle (2_{0}2_{0}{*})}                                                                      |
| 18    | 222                                                           | {\displaystyle 222}  | P21212       | P 21 21 2        | {\displaystyle \Gamma _{o}D_{2}^{3}}       | 7a                 | {\displaystyle (c:a:b):2} {\displaystyle 2_{1}} | {\displaystyle (2_{0}2_{0}{\bar {\times }})}            | {\displaystyle (2_{1}2_{1}{*})}                                                                      |
| 19    | 222                                                           | {\displaystyle 222}  | P212121      | P 21 21 21       | {\displaystyle \Gamma _{o}D_{2}^{4}}       | 8a                 | {\displaystyle (c:a:b):2_{1}} {\displaystyle 2_{1}} | {\displaystyle (2_{1}2_{1}{\bar {\times }})}            | |
| 20    | 222                                                           | {\displaystyle 222}  | C2221        | C 2 2 21         | {\displaystyle \Gamma _{o}^{b}D_{2}^{5}}   | 5a                 | {\displaystyle \left({\tfrac {a+b}{2}}:c:a:b\right):2_{1}:2} | {\displaystyle (2_{1}{*}2_{1}2_{1})}                    | {\displaystyle (2_{0}2_{1}{*})}                                                                      |
| 21    | 222                                                           | {\displaystyle 222}  | C222         | C 2 2 2          | {\displaystyle \Gamma _{o}^{b}D_{2}^{6}}   | 10s                | {\displaystyle \left({\tfrac {a+b}{2}}:c:a:b\right):2:2} | {\displaystyle (2_{0}{*}2_{0}2_{0})}                    | {\displaystyle (*2_{0}2_{0}2_{1}2_{1})}                                                              |
| 22    | 222                                                           | {\displaystyle 222}  | F222         | F 2 2 2          | {\displaystyle \Gamma _{o}^{f}D_{2}^{7}}   | 12s                | {\displaystyle \left({\tfrac {a+c}{2}}/{\tfrac {b+c}{2}}/{\tfrac {a+b}{2}}:c:a:b\right):2:2}                                                                           | {\displaystyle (*2_{0}2_{1}2_{0}2_{1})}                 | |
| 23    | 222                                                           | {\displaystyle 222}  | I222         | I 2 2 2          | {\displaystyle \Gamma _{o}^{v}D_{2}^{8}}   | 11s                | {\displaystyle \left({\tfrac {a+b+c}{2}}/c:a:b\right):2:2} | {\displaystyle (2_{1}{*}2_{0}2_{0})}                    | |
| 24    | 222                                                           | {\displaystyle 222}  | I212121      | I 21 21 21       | {\displaystyle \Gamma _{o}^{v}D_{2}^{9}}   | 6a                 | {\displaystyle \left({\tfrac {a+b+c}{2}}/c:a:b\right):2:2_{1}} | {\displaystyle (2_{0}{*}2_{1}2_{1})}                    | |
| 25    | mm2                                                           | {\displaystyle *22}  | Pmm2         | P m m 2          | {\displaystyle \Gamma _{o}C_{2v}^{1}}      | 13s                | {\displaystyle (c:a:b):m\cdot 2} | {\displaystyle (*{\cdot }2{\cdot }2{\cdot }2{\cdot }2)} | {\displaystyle [{*}_{0}{\cdot }{*}_{0}{\cdot }]}                                                     |
| 26    | mm2                                                           | {\displaystyle *22}  | Pmc21        | P m c 21         | {\displaystyle \Gamma _{o}C_{2v}^{2}}      | 9a                 | {\displaystyle (c:a:b):{\tilde {c}}\cdot 2_{1}} | {\displaystyle (*{\cdot }2{:}2{\cdot }2{:}2)}           | {\displaystyle ({\bar {*}}{\cdot }{\bar {*}}{\cdot })}, {\displaystyle [{\times _{0}}{\times _{0}}]} |
| 27    | mm2                                                           | {\displaystyle *22}  | Pcc2         | P c c 2          | {\displaystyle \Gamma _{o}C_{2v}^{3}}      | 5h                 | {\displaystyle (c:a:b):{\tilde {c}}\cdot 2} | {\displaystyle (*{:}2{:}2{:}2{:}2)}                     | {\displaystyle ({\bar {*}}_{0}{\bar {*}}_{0})}                                                       |
| 28    | mm2                                                           | {\displaystyle *22}  | Pma2         | P m a 2          | {\displaystyle \Gamma _{o}C_{2v}^{4}}      | 6h                 | {\displaystyle (c:a:b):{\tilde {a}}\cdot 2} | {\displaystyle (2_{0}2_{0}{*}{\cdot })}                 | {\displaystyle [{*}_{0}{:}{*}_{0}{:}]}, {\displaystyle (*{\cdot }{*}_{0})}                           |
| 29    | mm2                                                           | {\displaystyle *22}  | Pca21        | P c a 21         | {\displaystyle \Gamma _{o}C_{2v}^{5}}      | 11a                | {\displaystyle (c:a:b):{\tilde {a}}\cdot 2_{1}} | {\displaystyle (2_{1}2_{1}{*}{:})}                      | {\displaystyle ({\bar {*}}{:}{\bar {*}}{:})}                                                         |
| 30    | mm2                                                           | {\displaystyle *22}  | Pnc2         | P n c 2          | {\displaystyle \Gamma _{o}C_{2v}^{6}}      | 7h                 | {\displaystyle (c:a:b):{\tilde {c}}\odot 2} | {\displaystyle (2_{0}2_{0}{*}{:})}                      | {\displaystyle ({\bar {*}}_{1}{\bar {*}}_{1})}, {\displaystyle ({*}_{0}{\times }_{0})}               |
| 31    | mm2                                                           | {\displaystyle *22}  | Pmn21        | P m n 21         | {\displaystyle \Gamma _{o}C_{2v}^{7}}      | 10a                | {\displaystyle (c:a:b):{\widetilde {ac}}\cdot 2_{1}} | {\displaystyle (2_{1}2_{1}{*}{\cdot })}                 | {\displaystyle (*{\cdot }{\bar {\times }})}, {\displaystyle [{\times }_{0}{\times }_{1}]}            |
| 32    | mm2                                                           | {\displaystyle *22}  | Pba2         | P b a 2          | {\displaystyle \Gamma _{o}C_{2v}^{8}}      | 9h                 | {\displaystyle (c:a:b):{\tilde {a}}\odot 2} | {\displaystyle (2_{0}2_{0}{\times }_{0})}               | {\displaystyle (*{:}{*}_{0})}                                                                        |
| 33    | mm2                                                           | {\displaystyle *22}  | Pna21        | P n a 21         | {\displaystyle \Gamma _{o}C_{2v}^{9}}      | 12a                | {\displaystyle (c:a:b):{\tilde {a}}\odot 2_{1}} | {\displaystyle (2_{1}2_{1}{\times })}                   | {\displaystyle (*{:}{\times })}, {\displaystyle ({\times }{\times }_{1})}                            |
| 34    | mm2                                                           | {\displaystyle *22}  | Pnn2         | P n n 2          | {\displaystyle \Gamma _{o}C_{2v}^{10}}     | 8h                 | {\displaystyle (c:a:b):{\widetilde {ac}}\odot 2} | {\displaystyle (2_{0}2_{0}{\times }_{1})}               | {\displaystyle (*_{0}{\times }_{1})}                                                                 |
| 35    | mm2                                                           | {\displaystyle *22}  | Cmm2         | C m m 2          | {\displaystyle \Gamma _{o}^{b}C_{2v}^{11}} | 14s                | {\displaystyle \left({\tfrac {a+b}{2}}:c:a:b\right):m\cdot 2} | {\displaystyle (2_{0}{*}{\cdot }2{\cdot }2)}            | {\displaystyle [*_{0}{\cdot }{*}_{0}{:}]}                                                            |
| 36    | mm2                                                           | {\displaystyle *22}  | Cmc21        | C m c 21         | {\displaystyle \Gamma _{o}^{b}C_{2v}^{12}} | 13a                | {\displaystyle \left({\tfrac {a+b}{2}}:c:a:b\right):{\tilde {c}}\cdot 2_{1}}                                                                                           | {\displaystyle (2_{1}{*}{\cdot }2{:}2)}                 | {\displaystyle ({\bar {*}}{\cdot }{\bar {*}}{:})}, {\displaystyle [{\times }_{1}{\times }_{1}]}      |
| 37    | mm2                                                           | {\displaystyle *22}  | Ccc2         | C c c 2          | {\displaystyle \Gamma _{o}^{b}C_{2v}^{13}} | 10h                | {\displaystyle \left({\tfrac {a+b}{2}}:c:a:b\right):{\tilde {c}}\cdot 2}                                                                                               | {\displaystyle (2_{0}{*}{:}2{:}2)}                      | {\displaystyle ({\bar {*}}_{0}{\bar {*}}_{1})}                                                       |
| 38    | mm2                                                           | {\displaystyle *22}  | Amm2         | A m m 2          | {\displaystyle \Gamma _{o}^{b}C_{2v}^{14}} | 15s                | {\displaystyle \left({\tfrac {b+c}{2}}/c:a:b\right):m\cdot 2} | {\displaystyle (*{\cdot }2{\cdot }2{\cdot }2{:}2)}      | {\displaystyle [{*}_{1}{\cdot }{*}_{1}{\cdot }]}, {\displaystyle [*{\cdot }{\times }_{0}]}           |
| 39    | mm2                                                           | {\displaystyle *22}  | Aem2         | A b m 2          | {\displaystyle \Gamma _{o}^{b}C_{2v}^{15}} | 11h                | {\displaystyle \left({\tfrac {b+c}{2}}/c:a:b\right):m\cdot 2_{1}} | {\displaystyle (*{\cdot }2{:}2{:}2{:}2)}                | {\displaystyle [{*}_{1}{:}{*}_{1}{:}]}, {\displaystyle ({\bar {*}}{\cdot }{\bar {*}}_{0})}           |
| 40    | mm2                                                           | {\displaystyle *22}  | Ama2         | A m a 2          | {\displaystyle \Gamma _{o}^{b}C_{2v}^{16}} | 12h                | {\displaystyle \left({\tfrac {b+c}{2}}/c:a:b\right):{\tilde {a}}\cdot 2}                                                                                               | {\displaystyle (2_{0}2_{1}{*}{\cdot })}                 | {\displaystyle (*{\cdot }{*}_{1})}, {\displaystyle [*{:}{\times }_{1}]}                              |
| 41    | mm2                                                           | {\displaystyle *22}  | Aea2         | A b a 2          | {\displaystyle \Gamma _{o}^{b}C_{2v}^{17}} | 13h                | {\displaystyle \left({\tfrac {b+c}{2}}/c:a:b\right):{\tilde {a}}\cdot 2_{1}}                                                                                           | {\displaystyle (2_{0}2_{1}{*}{:})}                      | {\displaystyle (*{:}{*}_{1})}, {\displaystyle ({\bar {*}}{:}{\bar {*}}_{1})}                         |
| 42    | mm2                                                           | {\displaystyle *22}  | Fmm2         | F m m 2          | {\displaystyle \Gamma _{o}^{f}C_{2v}^{18}} | 17s                | {\displaystyle \left({\tfrac {a+c}{2}}/{\tfrac {b+c}{2}}/{\tfrac {a+b}{2}}:c:a:b\right):m\cdot 2}                                                                      | {\displaystyle (*{\cdot }2{\cdot }2{:}2{:}2)}           | {\displaystyle [{*}_{1}{\cdot }{*}_{1}{:}]}                                                          |
| 43    | mm2                                                           | {\displaystyle *22}  | Fdd2         | F dd2            | {\displaystyle \Gamma _{o}^{f}C_{2v}^{19}} | 16h                | {\displaystyle \left({\tfrac {a+c}{2}}/{\tfrac {b+c}{2}}/{\tfrac {a+b}{2}}:c:a:b\right):{\tfrac {1}{2}}{\widetilde {ac}}\odot 2}                                       | {\displaystyle (2_{0}2_{1}{\times })}                   | {\displaystyle ({*}_{1}{\times })}                                                                   |
| 44    | mm2                                                           | {\displaystyle *22}  | Imm2         | I m m 2          | {\displaystyle \Gamma _{o}^{v}C_{2v}^{20}} | 16s                | {\displaystyle \left({\tfrac {a+b+c}{2}}/c:a:b\right):m\cdot 2} | {\displaystyle (2_{1}{*}{\cdot }2{\cdot }2)}            | {\displaystyle [*{\cdot }{\times }_{1}]}                                                             |
| 45    | mm2                                                           | {\displaystyle *22}  | Iba2         | I b a 2          | {\displaystyle \Gamma _{o}^{v}C_{2v}^{21}} | 15h                | {\displaystyle \left({\tfrac {a+b+c}{2}}/c:a:b\right):{\tilde {c}}\cdot 2}                                                                                             | {\displaystyle (2_{1}{*}{:}2{:}2)}                      | {\displaystyle ({\bar {*}}{:}{\bar {*}}_{0})}                                                        |
| 46    | mm2                                                           | {\displaystyle *22}  | Ima2         | I m a 2          | {\displaystyle \Gamma _{o}^{v}C_{2v}^{22}} | 14h                | {\displaystyle \left({\tfrac {a+b+c}{2}}/c:a:b\right):{\tilde {a}}\cdot 2}                                                                                             | {\displaystyle (2_{0}{*}{\cdot }2{:}2)}                 | {\displaystyle ({\bar {*}}{\cdot }{\bar {*}}_{1})}, {\displaystyle [*{:}{\times }_{0}]}              |
| 47    | {\displaystyle {\tfrac {2}{m}}{\tfrac {2}{m}}{\tfrac {2}{m}}} | {\displaystyle *222} | Pmmm         | P 2/m 2/m 2/m    | {\displaystyle \Gamma _{o}D_{2h}^{1}}      | 18s                | {\displaystyle \left(c:a:b\right)\cdot m:2\cdot m} | {\displaystyle [*{\cdot }2{\cdot }2{\cdot }2{\cdot }2]} | |
| 48    | {\displaystyle {\tfrac {2}{m}}{\tfrac {2}{m}}{\tfrac {2}{m}}} | {\displaystyle *222} | Pnnn         | P 2/n 2/n 2/n    | {\displaystyle \Gamma _{o}D_{2h}^{2}}      | 19h                | {\displaystyle \left(c:a:b\right)\cdot {\widetilde {ab}}:2\odot {\widetilde {ac}}}                                                                                     | {\displaystyle (2{\bar {*}}_{1}2_{0}2_{0}}              | |
| 49    | {\displaystyle {\tfrac {2}{m}}{\tfrac {2}{m}}{\tfrac {2}{m}}} | {\displaystyle *222} | Pccm         | P 2/c 2/c 2/m    | {\displaystyle \Gamma _{o}D_{2h}^{3}}      | 17h                | {\displaystyle \left(c:a:b\right)\cdot m:2\cdot {\tilde {c}}} | {\displaystyle [*{:}2{:}2{:}2{:}2]}                     | {\displaystyle (*2_{0}2_{0}2{\cdot }2)}                                                              |
| 50    | {\displaystyle {\tfrac {2}{m}}{\tfrac {2}{m}}{\tfrac {2}{m}}} | {\displaystyle *222} | Pban         | P 2/b 2/a 2/n    | {\displaystyle \Gamma _{o}D_{2h}^{4}}      | 18h                | {\displaystyle \left(c:a:b\right)\cdot {\widetilde {ab}}:2\odot {\tilde {a}}}                                                                                          | {\displaystyle (2{\bar {*}}_{0}2_{0}2_{0})}             | {\displaystyle (*2_{0}2_{0}2{:}2)}                                                                   |
| 51    | {\displaystyle {\tfrac {2}{m}}{\tfrac {2}{m}}{\tfrac {2}{m}}} | {\displaystyle *222} | Pmma         | P 21/m 2/m 2/a   | {\displaystyle \Gamma _{o}D_{2h}^{5}}      | 14a                | {\displaystyle \left(c:a:b\right)\cdot {\tilde {a}}:2\cdot m} | {\displaystyle [2_{0}2_{0}{*}{\cdot }]}                 | {\displaystyle [*{\cdot }2{:}2{\cdot }2{:}2]}, {\displaystyle [*2{\cdot }2{\cdot }2{\cdot }2]}       |
| 52    | {\displaystyle {\tfrac {2}{m}}{\tfrac {2}{m}}{\tfrac {2}{m}}} | {\displaystyle *222} | Pnna         | P 2/n 21/n 2/a   | {\displaystyle \Gamma _{o}D_{2h}^{6}}      | 17a                | {\displaystyle \left(c:a:b\right)\cdot {\tilde {a}}:2\odot {\widetilde {ac}}}                                                                                          | {\displaystyle (2_{0}2{\bar {*}}_{1})}                  | {\displaystyle (2_{0}{*}2{:}2)}, {\displaystyle (2{\bar {*}}2_{1}2_{1})}                             |
| 53    | {\displaystyle {\tfrac {2}{m}}{\tfrac {2}{m}}{\tfrac {2}{m}}} | {\displaystyle *222} | Pmna         | P 2/m 2/n 21/a   | {\displaystyle \Gamma _{o}D_{2h}^{7}}      | 15a                | {\displaystyle \left(c:a:b\right)\cdot {\tilde {a}}:2_{1}\cdot {\widetilde {ac}}}                                                                                      | {\displaystyle [2_{0}2_{0}{*}{:}]}                      | {\displaystyle (*2_{1}2_{1}2{\cdot }2)}, {\displaystyle (2_{0}{*}2{\cdot }2)}                        |
| 54    | {\displaystyle {\tfrac {2}{m}}{\tfrac {2}{m}}{\tfrac {2}{m}}} | {\displaystyle *222} | Pcca         | P 21/c 2/c 2/a   | {\displaystyle \Gamma _{o}D_{2h}^{8}}      | 16a                | {\displaystyle \left(c:a:b\right)\cdot {\tilde {a}}:2\cdot {\tilde {c}}}                                                                                               | {\displaystyle (2_{0}2{\bar {*}}_{0})}                  | {\displaystyle (*2{:}2{:}2{:}2)}, {\displaystyle (*2_{1}2_{1}2{:}2)}                                 |
| 55    | {\displaystyle {\tfrac {2}{m}}{\tfrac {2}{m}}{\tfrac {2}{m}}} | {\displaystyle *222} | Pbam         | P 21/b 21/a 2/m  | {\displaystyle \Gamma _{o}D_{2h}^{9}}      | 22a                | {\displaystyle \left(c:a:b\right)\cdot m:2\odot {\tilde {a}}} | {\displaystyle [2_{0}2_{0}{\times }_{0}]}               | {\displaystyle (*2{\cdot }2{:}2{\cdot }2)}                                                           |
| 56    | {\displaystyle {\tfrac {2}{m}}{\tfrac {2}{m}}{\tfrac {2}{m}}} | {\displaystyle *222} | Pccn         | P 21/c 21/c 2/n  | {\displaystyle \Gamma _{o}D_{2h}^{10}}     | 27a                | {\displaystyle \left(c:a:b\right)\cdot {\widetilde {ab}}:2\cdot {\tilde {c}}}                                                                                          | {\displaystyle (2{\bar {*}}{:}2{:}2)}                   | {\displaystyle (2_{1}2{\bar {*}}_{0})}                                                               |
| 57    | {\displaystyle {\tfrac {2}{m}}{\tfrac {2}{m}}{\tfrac {2}{m}}} | {\displaystyle *222} | Pbcm         | P 2/b 21/c 21/m  | {\displaystyle \Gamma _{o}D_{2h}^{11}}     | 23a                | {\displaystyle \left(c:a:b\right)\cdot m:2_{1}\odot {\tilde {c}}} | {\displaystyle (2_{0}2{\bar {*}}{\cdot })}              | {\displaystyle (*2{:}2{\cdot }2{:}2)}, {\displaystyle [2_{1}2_{1}{*}{:}]}                            |
| 58    | {\displaystyle {\tfrac {2}{m}}{\tfrac {2}{m}}{\tfrac {2}{m}}} | {\displaystyle *222} | Pnnm         | P 21/n 21/n 2/m  | {\displaystyle \Gamma _{o}D_{2h}^{12}}     | 25a                | {\displaystyle \left(c:a:b\right)\cdot m:2\odot {\widetilde {ac}}} | {\displaystyle [2_{0}2_{0}{\times }_{1}]}               | {\displaystyle (2_{1}{*}2{\cdot }2)}                                                                 |
| 59    | {\displaystyle {\tfrac {2}{m}}{\tfrac {2}{m}}{\tfrac {2}{m}}} | {\displaystyle *222} | Pmmn         | P 21/m 21/m 2/n  | {\displaystyle \Gamma _{o}D_{2h}^{13}}     | 24a                | {\displaystyle \left(c:a:b\right)\cdot {\widetilde {ab}}:2\cdot m} | {\displaystyle (2{\bar {*}}{\cdot }2{\cdot }2)}         | {\displaystyle [2_{1}2_{1}{*}{\cdot }]}                                                              |
| 60    | {\displaystyle {\tfrac {2}{m}}{\tfrac {2}{m}}{\tfrac {2}{m}}} | {\displaystyle *222} | Pbcn         | P 21/b 2/c 21/n  | {\displaystyle \Gamma _{o}D_{2h}^{14}}     | 26a                | {\displaystyle \left(c:a:b\right)\cdot {\widetilde {ab}}:2_{1}\odot {\tilde {c}}}                                                                                      | {\displaystyle (2_{0}2{\bar {*}}{:})}                   | {\displaystyle (2_{1}{*}2{:}2)}, {\displaystyle (2_{1}2{\bar {*}}_{1})}                              |
| 61    | {\displaystyle {\tfrac {2}{m}}{\tfrac {2}{m}}{\tfrac {2}{m}}} | {\displaystyle *222} | Pbca         | P 21/b 21/c 21/a | {\displaystyle \Gamma _{o}D_{2h}^{15}}     | 29a                | {\displaystyle \left(c:a:b\right)\cdot {\tilde {a}}:2_{1}\odot {\tilde {c}}}                                                                                           | {\displaystyle (2_{1}2{\bar {*}}{:})}                   | |
| 62    | {\displaystyle {\tfrac {2}{m}}{\tfrac {2}{m}}{\tfrac {2}{m}}} | {\displaystyle *222} | Pnma         | P 21/n 21/m 21/a | {\displaystyle \Gamma _{o}D_{2h}^{16}}     | 28a                | {\displaystyle \left(c:a:b\right)\cdot {\tilde {a}}:2_{1}\odot m} | {\displaystyle (2_{1}2{\bar {*}}{\cdot })}              | {\displaystyle (2{\bar {*}}{\cdot }2{:}2)}, {\displaystyle [2_{1}2_{1}{\times }]}                    |
| 63    | {\displaystyle {\tfrac {2}{m}}{\tfrac {2}{m}}{\tfrac {2}{m}}} | {\displaystyle *222} | Cmcm         | C 2/m 2/c 21/m   | {\displaystyle \Gamma _{o}^{b}D_{2h}^{17}} | 18a                | {\displaystyle \left({\tfrac {a+b}{2}}:c:a:b\right)\cdot m:2_{1}\cdot {\tilde {c}}}                                                                                    | {\displaystyle [2_{0}2_{1}{*}{\cdot }]}                 | {\displaystyle (*2{\cdot }2{\cdot }2{:}2)}, {\displaystyle [2_{1}{*}{\cdot }2{:}2]}                  |
| 64    | {\displaystyle {\tfrac {2}{m}}{\tfrac {2}{m}}{\tfrac {2}{m}}} | {\displaystyle *222} | Cmce         | C 2/m 2/c 21/a   | {\displaystyle \Gamma _{o}^{b}D_{2h}^{18}} | 19a                | {\displaystyle \left({\tfrac {a+b}{2}}:c:a:b\right)\cdot {\tilde {a}}:2_{1}\cdot {\tilde {c}}}                                                                         | {\displaystyle [2_{0}2_{1}{*}{:}]}                      | {\displaystyle (*2{\cdot }2{:}2{:}2)}, {\displaystyle (*2_{1}2{\cdot }2{:}2)}                        |
| 65    | {\displaystyle {\tfrac {2}{m}}{\tfrac {2}{m}}{\tfrac {2}{m}}} | {\displaystyle *222} | Cmmm         | C 2/m 2/m 2/m    | {\displaystyle \Gamma _{o}^{b}D_{2h}^{19}} | 19s                | {\displaystyle \left({\tfrac {a+b}{2}}:c:a:b\right)\cdot m:2\cdot m}                                                                                                   | {\displaystyle [2_{0}{*}{\cdot }2{\cdot }2]}            | {\displaystyle [*{\cdot }2{\cdot }2{\cdot }2{:}2]}                                                   |
| 66    | {\displaystyle {\tfrac {2}{m}}{\tfrac {2}{m}}{\tfrac {2}{m}}} | {\displaystyle *222} | Cccm         | C 2/c 2/c 2/m    | {\displaystyle \Gamma _{o}^{b}D_{2h}^{20}} | 20h                | {\displaystyle \left({\tfrac {a+b}{2}}:c:a:b\right)\cdot m:2\cdot {\tilde {c}}}                                                                                        | {\displaystyle [2_{0}{*}{:}2{:}2]}                      | {\displaystyle (*2_{0}2_{1}2{\cdot }2)}                                                              |
| 67    | {\displaystyle {\tfrac {2}{m}}{\tfrac {2}{m}}{\tfrac {2}{m}}} | {\displaystyle *222} | Cmme         | C 2/m 2/m 2/e    | {\displaystyle \Gamma _{o}^{b}D_{2h}^{21}} | 21h                | {\displaystyle \left({\tfrac {a+b}{2}}:c:a:b\right)\cdot {\tilde {a}}:2\cdot m}                                                                                        | {\displaystyle (*2_{0}2{\cdot }2{\cdot }2)}             | {\displaystyle [*{\cdot }2{:}2{:}2{:}2]}                                                             |
| 68    | {\displaystyle {\tfrac {2}{m}}{\tfrac {2}{m}}{\tfrac {2}{m}}} | {\displaystyle *222} | Ccce         | C 2/c 2/c 2/e    | {\displaystyle \Gamma _{o}^{b}D_{2h}^{22}} | 22h                | {\displaystyle \left({\tfrac {a+b}{2}}:c:a:b\right)\cdot {\tilde {a}}:2\cdot {\tilde {c}}}                                                                             | {\displaystyle (*2_{0}2{:}2{:}2)}                       | {\displaystyle (*2_{0}2_{1}2{:}2)}                                                                   |
| 69    | {\displaystyle {\tfrac {2}{m}}{\tfrac {2}{m}}{\tfrac {2}{m}}} | {\displaystyle *222} | Fmmm         | F 2/m 2/m 2/m    | {\displaystyle \Gamma _{o}^{f}D_{2h}^{23}} | 21s                | {\displaystyle \left({\tfrac {a+c}{2}}/{\tfrac {b+c}{2}}/{\tfrac {a+b}{2}}:c:a:b\right)\cdot m:2\cdot m}                                                               | {\displaystyle [*{\cdot }2{\cdot }2{:}2{:}2]}           | |
| 70    | {\displaystyle {\tfrac {2}{m}}{\tfrac {2}{m}}{\tfrac {2}{m}}} | {\displaystyle *222} | Fddd         | F 2/d 2/d 2/d    | {\displaystyle \Gamma _{o}^{f}D_{2h}^{24}} | 24h                | {\displaystyle \left({\tfrac {a+c}{2}}/{\tfrac {b+c}{2}}/{\tfrac {a+b}{2}}:c:a:b\right)\cdot {\tfrac {1}{2}}{\widetilde {ab}}:2\odot {\tfrac {1}{2}}{\widetilde {ac}}} | {\displaystyle (2{\bar {*}}2_{0}2_{1})}                 | |
| 71    | {\displaystyle {\tfrac {2}{m}}{\tfrac {2}{m}}{\tfrac {2}{m}}} | {\displaystyle *222} | Immm         | I 2/m 2/m 2/m    | {\displaystyle \Gamma _{o}^{v}D_{2h}^{25}} | 20s                | {\displaystyle \left({\tfrac {a+b+c}{2}}/c:a:b\right)\cdot m:2\cdot m}                                                                                                 | {\displaystyle [2_{1}{*}{\cdot }2{\cdot }2]}            | |
| 72    | {\displaystyle {\tfrac {2}{m}}{\tfrac {2}{m}}{\tfrac {2}{m}}} | {\displaystyle *222} | Ibam         | I 2/b 2/a 2/m    | {\displaystyle \Gamma _{o}^{v}D_{2h}^{26}} | 23h                | {\displaystyle \left({\tfrac {a+b+c}{2}}/c:a:b\right)\cdot m:2\cdot {\tilde {c}}}                                                                                      | {\displaystyle [2_{1}{*}{:}2{:}2]}                      | {\displaystyle (*2_{0}2{\cdot }2{:}2)}                                                               |
| 73    | {\displaystyle {\tfrac {2}{m}}{\tfrac {2}{m}}{\tfrac {2}{m}}} | {\displaystyle *222} | Ibca         | I 2/b 2/c 2/a    | {\displaystyle \Gamma _{o}^{v}D_{2h}^{27}} | 21a                | {\displaystyle \left({\tfrac {a+b+c}{2}}/c:a:b\right)\cdot {\tilde {a}}:2\cdot {\tilde {c}}}                                                                           | {\displaystyle (*2_{1}2{:}2{:}2)}                       | |
| 74    | {\displaystyle {\tfrac {2}{m}}{\tfrac {2}{m}}{\tfrac {2}{m}}} | {\displaystyle *222} | Imma         | I 2/m 2/m 2/a    | {\displaystyle \Gamma _{o}^{v}D_{2h}^{28}} | 20a                | {\displaystyle \left({\tfrac {a+b+c}{2}}/c:a:b\right)\cdot {\tilde {a}}:2\cdot m}                                                                                      | {\displaystyle (*2_{1}2{\cdot }2{\cdot }2)}             | {\displaystyle [2_{0}{*}{\cdot }2{:}2]}                                                              |

## Seznam prostorových grup čtverečných soustav
| Primitivní (P) | Prostorově centrovaná (I) |
| -------------- | ------------------------- |
|                |                           |

| Číslo | Bodová grupa | Orbifoldovo značení      | Krátké jméno | Celé jméno      | Schoenfliesovo značení                     | Fedorovovo značení | Shubnikovo značení                                                                                         | Fibrifoldovo značení                           |
| ----- | ------------ | ------------------------ | ------------ | --------------- | ------------------------------------------ | ------------------ | --- | ---------------------------------------------- |
| 75    | 4            | {\displaystyle 44}       | P4           | P 4             | {\displaystyle \Gamma _{q}C_{4}^{1}}       | 22s                | {\displaystyle (c:a:a):4}                                                                                  | {\displaystyle (4_{0}4_{0}2_{0})}              |
| 76    | 4            | {\displaystyle 44}       | P41          | P 41            | {\displaystyle \Gamma _{q}C_{4}^{2}}       | 30a                | {\displaystyle (c:a:a):4_{1}}                                                                              | {\displaystyle (4_{1}4_{1}2_{1})}              |
| 77    | 4            | {\displaystyle 44}       | P42          | P 42            | {\displaystyle \Gamma _{q}C_{4}^{3}}       | 33a                | {\displaystyle (c:a:a):4_{2}}                                                                              | {\displaystyle (4_{2}4_{2}2_{0})}              |
| 78    | 4            | {\displaystyle 44}       | P43          | P 43            | {\displaystyle \Gamma _{q}C_{4}^{4}}       | 31a                | {\displaystyle (c:a:a):4_{3}}                                                                              | {\displaystyle (4_{1}4_{1}2_{1})}              |
| 79    | 4            | {\displaystyle 44}       | I4           | I 4             | {\displaystyle \Gamma _{q}^{v}C_{4}^{5}}   | 23s                | {\displaystyle \left({\tfrac {a+b+c}{2}}/c:a:a\right):4}                                                   | {\displaystyle (4_{2}4_{0}2_{1})}              |
| 80    | 4            | {\displaystyle 44}       | I41          | I 41            | {\displaystyle \Gamma _{q}^{v}C_{4}^{6}}   | 32a                | {\displaystyle \left({\tfrac {a+b+c}{2}}/c:a:a\right):4_{1}}                                               | {\displaystyle (4_{3}4_{1}2_{0})}              |
| 81    | 4            | {\displaystyle 2\times } | P4           | P 4             | {\displaystyle \Gamma _{q}S_{4}^{1}}       | 26s                | {\displaystyle (c:a:a):{\tilde {4}}}                                                                       | {\displaystyle (442_{0})}                      |
| 82    | 4            | {\displaystyle 2\times } | I4           | I 4             | {\displaystyle \Gamma _{q}^{v}S_{4}^{2}}   | 27s                | {\displaystyle \left({\tfrac {a+b+c}{2}}/c:a:a\right):{\tilde {4}}}                                        | {\displaystyle (442_{1})}                      |
| 83    | 4/m          | {\displaystyle 4*}       | P4/m         | P 4/m           | {\displaystyle \Gamma _{q}C_{4h}^{1}}      | 28s                | {\displaystyle (c:a:a)\cdot m:4}                                                                           | {\displaystyle [4_{0}4_{0}2_{0}]}              |
| 84    | 4/m          | {\displaystyle 4*}       | P42/m        | P 42/m          | {\displaystyle \Gamma _{q}C_{4h}^{2}}      | 41a                | {\displaystyle (c:a:a)\cdot m:4_{2}}                                                                       | {\displaystyle [4_{2}4_{2}2_{0}]}              |
| 85    | 4/m          | {\displaystyle 4*}       | P4/n         | P 4/n           | {\displaystyle \Gamma _{q}C_{4h}^{3}}      | 29h                | {\displaystyle (c:a:a)\cdot {\widetilde {ab}}:4}                                                           | {\displaystyle (44_{0}2)}                      |
| 86    | 4/m          | {\displaystyle 4*}       | P42/n        | P 42/n          | {\displaystyle \Gamma _{q}C_{4h}^{4}}      | 42a                | {\displaystyle (c:a:a)\cdot {\widetilde {ab}}:4_{2}}                                                       | {\displaystyle (44_{2}2)}                      |
| 87    | 4/m          | {\displaystyle 4*}       | I4/m         | I 4/m           | {\displaystyle \Gamma _{q}^{v}C_{4h}^{5}}  | 29s                | {\displaystyle \left({\tfrac {a+b+c}{2}}/c:a:a\right)\cdot m:4}                                            | {\displaystyle [4_{2}4_{0}2_{1}]}              |
| 88    | 4/m          | {\displaystyle 4*}       | I41/a        | I 41/a          | {\displaystyle \Gamma _{q}^{v}C_{4h}^{6}}  | 40a                | {\displaystyle \left({\tfrac {a+b+c}{2}}/c:a:a\right)\cdot {\tilde {a}}:4_{1}}                             | {\displaystyle (44_{1}2)}                      |
| 89    | 422          | {\displaystyle 224}      | P422         | P 4 2 2         | {\displaystyle \Gamma _{q}D_{4}^{1}}       | 30s                | {\displaystyle (c:a:a):4:2}                                                                                | {\displaystyle (*4_{0}4_{0}2_{0})}             |
| 90    | 422          | {\displaystyle 224}      | P4212        | P4212           | {\displaystyle \Gamma _{q}D_{4}^{2}}       | 43a                | {\displaystyle (c:a:a):4} {\displaystyle 2_{1}}                                                            | {\displaystyle (4_{0}{*}2_{0})}                |
| 91    | 422          | {\displaystyle 224}      | P4122        | P 41 2 2        | {\displaystyle \Gamma _{q}D_{4}^{3}}       | 44a                | {\displaystyle (c:a:a):4_{1}:2}                                                                            | {\displaystyle (*4_{1}4_{1}2_{1})}             |
| 92    | 422          | {\displaystyle 224}      | P41212       | P 41 21 2       | {\displaystyle \Gamma _{q}D_{4}^{4}}       | 48a                | {\displaystyle (c:a:a):4_{1}} {\displaystyle 2_{1}}                                                        | {\displaystyle (4_{1}{*}2_{1})}                |
| 93    | 422          | {\displaystyle 224}      | P4222        | P 42 2 2        | {\displaystyle \Gamma _{q}D_{4}^{5}}       | 47a                | {\displaystyle (c:a:a):4_{2}:2}                                                                            | {\displaystyle (*4_{2}4_{2}2_{0})}             |
| 94    | 422          | {\displaystyle 224}      | P4212        | P 42 21 2       | {\displaystyle \Gamma _{q}D_{4}^{6}}       | 50a                | {\displaystyle (c:a:a):4_{2}} {\displaystyle 2_{1}}                                                        | {\displaystyle (4_{2}{*}2_{0})}                |
| 95    | 422          | {\displaystyle 224}      | P4322        | P 43 2 2        | {\displaystyle \Gamma _{q}D_{4}^{7}}       | 45a                | {\displaystyle (c:a:a):4_{3}:2}                                                                            | {\displaystyle (*4_{1}4_{1}2_{1})}             |
| 96    | 422          | {\displaystyle 224}      | P43212       | P 43 21 2       | {\displaystyle \Gamma _{q}D_{4}^{8}}       | 49a                | {\displaystyle (c:a:a):4_{3}} {\displaystyle 2_{1}}                                                        | {\displaystyle (4_{1}{*}2_{1})}                |
| 97    | 422          | {\displaystyle 224}      | I422         | I 4 2 2         | {\displaystyle \Gamma _{q}^{v}D_{4}^{9}}   | 31s                | {\displaystyle \left({\tfrac {a+b+c}{2}}/c:a:a\right):4:2}                                                 | {\displaystyle (*4_{2}4_{0}2_{1})}             |
| 98    | 422          | {\displaystyle 224}      | I4122        | I 41 2 2        | {\displaystyle \Gamma _{q}^{v}D_{4}^{10}}  | 46a                | {\displaystyle \left({\tfrac {a+b+c}{2}}/c:a:a\right):4:2_{1}}                                             | {\displaystyle (*4_{3}4_{1}2_{0})}             |
| 99    | 4mm          | {\displaystyle *44}      | P4mm         | P 4 m m         | {\displaystyle \Gamma _{q}C_{4v}^{1}}      | 24s                | {\displaystyle (c:a:a):4\cdot m}                                                                           | {\displaystyle (*{\cdot }4{\cdot }4{\cdot }2)} |
| 100   | 4mm          | {\displaystyle *44}      | P4bm         | P 4 b m         | {\displaystyle \Gamma _{q}C_{4v}^{2}}      | 26h                | {\displaystyle (c:a:a):4\odot {\tilde {a}}}                                                                | {\displaystyle (4_{0}{*}{\cdot }2)}            |
| 101   | 4mm          | {\displaystyle *44}      | P42cm        | P 42 c m        | {\displaystyle \Gamma _{q}C_{4v}^{3}}      | 37a                | {\displaystyle (c:a:a):4_{2}\cdot {\tilde {c}}}                                                            | {\displaystyle (*{:}4{\cdot }4{:}2)}           |
| 102   | 4mm          | {\displaystyle *44}      | P42nm        | P 42 n m        | {\displaystyle \Gamma _{q}C_{4v}^{4}}      | 38a                | {\displaystyle (c:a:a):4_{2}\odot {\widetilde {ac}}}                                                       | {\displaystyle (4_{2}{*}{\cdot }2)}            |
| 103   | 4mm          | {\displaystyle *44}      | P4cc         | P 4 c c         | {\displaystyle \Gamma _{q}C_{4v}^{5}}      | 25h                | {\displaystyle (c:a:a):4\cdot {\tilde {c}}}                                                                | {\displaystyle (*{:}4{:}4{:}2)}                |
| 104   | 4mm          | {\displaystyle *44}      | P4nc         | P 4 n c         | {\displaystyle \Gamma _{q}C_{4v}^{6}}      | 27h                | {\displaystyle (c:a:a):4\odot {\widetilde {ac}}}                                                           | {\displaystyle (4_{0}{*}{:}2)}                 |
| 105   | 4mm          | {\displaystyle *44}      | P42mc        | P 42 m c        | {\displaystyle \Gamma _{q}C_{4v}^{7}}      | 36a                | {\displaystyle (c:a:a):4_{2}\cdot m}                                                                       | {\displaystyle (*{\cdot }4{:}4{\cdot }2)}      |
| 106   | 4mm          | {\displaystyle *44}      | P42bc        | P 42 b c        | {\displaystyle \Gamma _{q}C_{4v}^{8}}      | 39a                | {\displaystyle (c:a:a):4\odot {\tilde {a}}}                                                                | {\displaystyle (4_{2}{*}{:}2)}                 |
| 107   | 4mm          | {\displaystyle *44}      | I4mm         | I 4 m m         | {\displaystyle \Gamma _{q}^{v}C_{4v}^{9}}  | 25s                | {\displaystyle \left({\tfrac {a+b+c}{2}}/c:a:a\right):4\cdot m}                                            | {\displaystyle (*{\cdot }4{\cdot }4{:}2)}      |
| 108   | 4mm          | {\displaystyle *44}      | I4cm         | I 4 c m         | {\displaystyle \Gamma _{q}^{v}C_{4v}^{10}} | 28h                | {\displaystyle \left({\tfrac {a+b+c}{2}}/c:a:a\right):4\cdot {\tilde {c}}}                                 | {\displaystyle (*{\cdot }4{:}4{:}2)}           |
| 109   | 4mm          | {\displaystyle *44}      | I41md        | I 41 m d        | {\displaystyle \Gamma _{q}^{v}C_{4v}^{11}} | 34a                | {\displaystyle \left({\tfrac {a+b+c}{2}}/c:a:a\right):4_{1}\odot m}                                        | {\displaystyle (4_{1}{*}{\cdot }2)}            |
| 110   | 4mm          | {\displaystyle *44}      | I41cd        | I 41 c d        | {\displaystyle \Gamma _{q}^{v}C_{4v}^{12}} | 35a                | {\displaystyle \left({\tfrac {a+b+c}{2}}/c:a:a\right):4_{1}\odot {\tilde {c}}}                             | {\displaystyle (4_{1}{*}{:}2)}                 |
| 111   | 42m          | {\displaystyle 2{*}2}    | P42m         | P 4 2 m         | {\displaystyle \Gamma _{q}D_{2d}^{1}}      | 32s                | {\displaystyle (c:a:a):{\tilde {4}}:2}                                                                     | {\displaystyle (*4{\cdot }42_{0})}             |
| 112   | 42m          | {\displaystyle 2{*}2}    | P42c         | P 4 2 c         | {\displaystyle \Gamma _{q}D_{2d}^{2}}      | 30h                | {\displaystyle (c:a:a):{\tilde {4}}} {\displaystyle 2}                                                     | {\displaystyle (*4{:}42_{0})}                  |
| 113   | 42m          | {\displaystyle 2{*}2}    | P421m        | P 4 21 m        | {\displaystyle \Gamma _{q}D_{2d}^{3}}      | 52a                | {\displaystyle (c:a:a):{\tilde {4}}\cdot {\widetilde {ab}}}                                                | {\displaystyle (4{\bar {*}}{\cdot }2)}         |
| 114   | 42m          | {\displaystyle 2{*}2}    | P421c        | P 4 21 c        | {\displaystyle \Gamma _{q}D_{2d}^{4}}      | 53a                | {\displaystyle (c:a:a):{\tilde {4}}\cdot {\widetilde {abc}}}                                               | {\displaystyle (4{\bar {*}}{:}2)}              |
| 115   | 42m          | {\displaystyle 2{*}2}    | P4m2         | P 4 m 2         | {\displaystyle \Gamma _{q}D_{2d}^{5}}      | 33s                | {\displaystyle (c:a:a):{\tilde {4}}\cdot m}                                                                | {\displaystyle (*{\cdot }44{\cdot }2)}         |
| 116   | 42m          | {\displaystyle 2{*}2}    | P4c2         | P 4 c 2         | {\displaystyle \Gamma _{q}D_{2d}^{6}}      | 31h                | {\displaystyle (c:a:a):{\tilde {4}}\cdot {\tilde {c}}}                                                     | {\displaystyle (*{:}44{:}2)}                   |
| 117   | 42m          | {\displaystyle 2{*}2}    | P4b2         | P 4 b 2         | {\displaystyle \Gamma _{q}D_{2d}^{7}}      | 32h                | {\displaystyle (c:a:a):{\tilde {4}}\odot {\tilde {a}}}                                                     | {\displaystyle (4{\bar {*}}_{0}2_{0})}         |
| 118   | 42m          | {\displaystyle 2{*}2}    | P4n2         | P 4 n 2         | {\displaystyle \Gamma _{q}D_{2d}^{8}}      | 33h                | {\displaystyle (c:a:a):{\tilde {4}}\cdot {\widetilde {ac}}}                                                | {\displaystyle (4{\bar {*}}_{1}2_{0})}         |
| 119   | 42m          | {\displaystyle 2{*}2}    | I4m2         | I 4 m 2         | {\displaystyle \Gamma _{q}^{v}D_{2d}^{9}}  | 35s                | {\displaystyle \left({\tfrac {a+b+c}{2}}/c:a:a\right):{\tilde {4}}\cdot m}                                 | {\displaystyle (*4{\cdot }42_{1})}             |
| 120   | 42m          | {\displaystyle 2{*}2}    | I4c2         | I 4 c 2         | {\displaystyle \Gamma _{q}^{v}D_{2d}^{10}} | 34h                | {\displaystyle \left({\tfrac {a+b+c}{2}}/c:a:a\right):{\tilde {4}}\cdot {\tilde {c}}}                      | {\displaystyle (*4{:}42_{1})}                  |
| 121   | 42m          | {\displaystyle 2{*}2}    | I42m         | I 4 2 m         | {\displaystyle \Gamma _{q}^{v}D_{2d}^{11}} | 34s                | {\displaystyle \left({\tfrac {a+b+c}{2}}/c:a:a\right):{\tilde {4}}:2}                                      | {\displaystyle (*{\cdot }44{:}2)}              |
| 122   | 42m          | {\displaystyle 2{*}2}    | I42d         | I 4 2 d         | {\displaystyle \Gamma _{q}^{v}D_{2d}^{12}} | 51a                | {\displaystyle \left({\tfrac {a+b+c}{2}}/c:a:a\right):{\tilde {4}}\odot {\tfrac {1}{2}}{\widetilde {abc}}} | {\displaystyle (4{\bar {*}}2_{1})}             |
| 123   | 4/m 2/m 2/m  | {\displaystyle *224}     | P4/mmm       | P 4/m 2/m 2/m   | {\displaystyle \Gamma _{q}D_{4h}^{1}}      | 36s                | {\displaystyle (c:a:a)\cdot m:4\cdot m}                                                                    | {\displaystyle [*{\cdot }4{\cdot }4{\cdot }2]} |
| 124   | 4/m 2/m 2/m  | {\displaystyle *224}     | P4/mcc       | P 4/m 2/c 2/c   | {\displaystyle \Gamma _{q}D_{4h}^{2}}      | 35h                | {\displaystyle (c:a:a)\cdot m:4\cdot {\tilde {c}}}                                                         | {\displaystyle [*{:}4{:}4{:}2]}                |
| 125   | 4/m 2/m 2/m  | {\displaystyle *224}     | P4/nbm       | P 4/n 2/b 2/m   | {\displaystyle \Gamma _{q}D_{4h}^{3}}      | 36h                | {\displaystyle (c:a:a)\cdot {\widetilde {ab}}:4\odot {\tilde {a}}}                                         | {\displaystyle (*4_{0}4{\cdot }2)}             |
| 126   | 4/m 2/m 2/m  | {\displaystyle *224}     | P4/nnc       | P 4/n 2/n 2/c   | {\displaystyle \Gamma _{q}D_{4h}^{4}}      | 37h                | {\displaystyle (c:a:a)\cdot {\widetilde {ab}}:4\odot {\widetilde {ac}}}                                    | {\displaystyle (*4_{0}4{:}2)}                  |
| 127   | 4/m 2/m 2/m  | {\displaystyle *224}     | P4/mbm       | P 4/m 21/b 2/m  | {\displaystyle \Gamma _{q}D_{4h}^{5}}      | 54a                | {\displaystyle (c:a:a)\cdot m:4\odot {\tilde {a}}}                                                         | {\displaystyle [4_{0}{*}{\cdot }2]}            |
| 128   | 4/m 2/m 2/m  | {\displaystyle *224}     | P4/mnc       | P 4/m 21/n 2/c  | {\displaystyle \Gamma _{q}D_{4h}^{6}}      | 56a                | {\displaystyle (c:a:a)\cdot m:4\odot {\widetilde {ac}}}                                                    | {\displaystyle [4_{0}{*}{:}2]}                 |
| 129   | 4/m 2/m 2/m  | {\displaystyle *224}     | P4/nmm       | P 4/n 21/m 2/m  | {\displaystyle \Gamma _{q}D_{4h}^{7}}      | 55a                | {\displaystyle (c:a:a)\cdot {\widetilde {ab}}:4\cdot m}                                                    | {\displaystyle (*4{\cdot }4{\cdot }2)}         |
| 130   | 4/m 2/m 2/m  | {\displaystyle *224}     | P4/ncc       | P 4/n 21/c 2/c  | {\displaystyle \Gamma _{q}D_{4h}^{8}}      | 57a                | {\displaystyle (c:a:a)\cdot {\widetilde {ab}}:4\cdot {\tilde {c}}}                                         | {\displaystyle (*4{:}4{:}2)}                   |
| 131   | 4/m 2/m 2/m  | {\displaystyle *224}     | P42/mmc      | P 42/m 2/m 2/c  | {\displaystyle \Gamma _{q}D_{4h}^{9}}      | 60a                | {\displaystyle (c:a:a)\cdot m:4_{2}\cdot m}                                                                | {\displaystyle [*{\cdot }4{:}4{\cdot }2]}      |
| 132   | 4/m 2/m 2/m  | {\displaystyle *224}     | P42/mcm      | P 42/m 2/c 2/m  | {\displaystyle \Gamma _{q}D_{4h}^{10}}     | 61a                | {\displaystyle (c:a:a)\cdot m:4_{2}\cdot {\tilde {c}}}                                                     | {\displaystyle [*{:}4{\cdot }4{:}2]}           |
| 133   | 4/m 2/m 2/m  | {\displaystyle *224}     | P42/nbc      | P 42/n 2/b 2/c  | {\displaystyle \Gamma _{q}D_{4h}^{11}}     | 63a                | {\displaystyle (c:a:a)\cdot {\widetilde {ab}}:4_{2}\odot {\tilde {a}}}                                     | {\displaystyle (*4_{2}4{:}2)}                  |
| 134   | 4/m 2/m 2/m  | {\displaystyle *224}     | P42/nnm      | P 42/n 2/n 2/m  | {\displaystyle \Gamma _{q}D_{4h}^{12}}     | 62a                | {\displaystyle (c:a:a)\cdot {\widetilde {ab}}:4_{2}\odot {\widetilde {ac}}}                                | {\displaystyle (*4_{2}4{\cdot }2)}             |
| 135   | 4/m 2/m 2/m  | {\displaystyle *224}     | P42/mbc      | P 42/m 21/b 2/c | {\displaystyle \Gamma _{q}D_{4h}^{13}}     | 66a                | {\displaystyle (c:a:a)\cdot m:4_{2}\odot {\tilde {a}}}                                                     | {\displaystyle [4_{2}{*}{:}2]}                 |
| 136   | 4/m 2/m 2/m  | {\displaystyle *224}     | P42/mnm      | P 42/m 21/n 2/m | {\displaystyle \Gamma _{q}D_{4h}^{14}}     | 65a                | {\displaystyle (c:a:a)\cdot m:4_{2}\odot {\widetilde {ac}}}                                                | {\displaystyle [4_{2}{*}{\cdot }2]}            |
| 137   | 4/m 2/m 2/m  | {\displaystyle *224}     | P42/nmc      | P 42/n 21/m 2/c | {\displaystyle \Gamma _{q}D_{4h}^{15}}     | 67a                | {\displaystyle (c:a:a)\cdot {\widetilde {ab}}:4_{2}\cdot m}                                                | {\displaystyle (*4{\cdot }4{:}2)}              |
| 138   | 4/m 2/m 2/m  | {\displaystyle *224}     | P42/ncm      | P 42/n 21/c 2/m | {\displaystyle \Gamma _{q}D_{4h}^{16}}     | 65a                | {\displaystyle (c:a:a)\cdot {\widetilde {ab}}:4_{2}\cdot {\tilde {c}}}                                     | {\displaystyle (*4{:}4{\cdot }2)}              |
| 139   | 4/m 2/m 2/m  | {\displaystyle *224}     | I4/mmm       | I 4/m 2/m 2/m   | {\displaystyle \Gamma _{q}^{v}D_{4h}^{17}} | 37s                | {\displaystyle \left({\tfrac {a+b+c}{2}}/c:a:a\right)\cdot m:4\cdot m}                                     | {\displaystyle [*{\cdot }4{\cdot }4{:}2]}      |
| 140   | 4/m 2/m 2/m  | {\displaystyle *224}     | I4/mcm       | I 4/m 2/c 2/m   | {\displaystyle \Gamma _{q}^{v}D_{4h}^{18}} | 38h                | {\displaystyle \left({\tfrac {a+b+c}{2}}/c:a:a\right)\cdot m:4\cdot {\tilde {c}}}                          | {\displaystyle [*{\cdot }4{:}4{:}2]}           |
| 141   | 4/m 2/m 2/m  | {\displaystyle *224}     | I41/amd      | I 41/a 2/m 2/d  | {\displaystyle \Gamma _{q}^{v}D_{4h}^{19}} | 59a                | {\displaystyle \left({\tfrac {a+b+c}{2}}/c:a:a\right)\cdot {\tilde {a}}:4_{1}\odot m}                      | {\displaystyle (*4_{1}4{\cdot }2)}             |
| 142   | 4/m 2/m 2/m  | {\displaystyle *224}     | I41/acd      | I 41/a 2/c 2/d  | {\displaystyle \Gamma _{q}^{v}D_{4h}^{20}} | 58a                | {\displaystyle \left({\tfrac {a+b+c}{2}}/c:a:a\right)\cdot {\tilde {a}}:4_{1}\odot {\tilde {c}}}           | {\displaystyle (*4_{1}4{:}2)}                  |

## Seznam prostorových grup klencových soustav
| Romboedrická (R) | Šesterečná (P) |
| ---------------- | -------------- |
|                  |                |

| Číslo | Bodová grupa | Orbifoldovo značení      | Krátké jméno | Celé jméno | Schoenfliesovo značení                 | Fedorovovo značení | Shubnikovo značení                                            | Fibrifoldovo značení                           |
| ----- | ------------ | ------------------------ | ------------ | ---------- | -------------------------------------- | ------------------ | ------------------------------------------------------------- | ---------------------------------------------- |
| 143   | 3            | {\displaystyle 33}       | P3           | P 3        | {\displaystyle \Gamma _{h}C_{3}^{1}}   | 38s                | {\displaystyle (c:(a/a)):3}                                   | {\displaystyle (3_{0}3_{0}3_{0})}              |
| 144   | 3            | {\displaystyle 33}       | P31          | P 31       | {\displaystyle \Gamma _{h}C_{3}^{2}}   | 68a                | {\displaystyle (c:(a/a)):3_{1}}                               | {\displaystyle (3_{1}3_{1}3_{1})}              |
| 145   | 3            | {\displaystyle 33}       | P32          | P 32       | {\displaystyle \Gamma _{h}C_{3}^{3}}   | 69a                | {\displaystyle (c:(a/a)):3_{2}}                               | {\displaystyle (3_{1}3_{1}3_{1})}              |
| 146   | 3            | {\displaystyle 33}       | R3           | R 3        | {\displaystyle \Gamma _{rh}C_{3}^{4}}  | 39s                | {\displaystyle (a/a/a)/3}                                     | {\displaystyle (3_{0}3_{1}3_{2})}              |
| 147   | 3            | {\displaystyle 3\times } | P3           | P 3        | {\displaystyle \Gamma _{h}C_{3i}^{1}}  | 51s                | {\displaystyle (c:(a/a)):{\tilde {6}}}                        | {\displaystyle (63_{0}2)}                      |
| 148   | 3            | {\displaystyle 3\times } | R3           | R 3        | {\displaystyle \Gamma _{rh}C_{3i}^{2}} | 52s                | {\displaystyle (a/a/a)/{\tilde {6}}}                          | {\displaystyle (63_{1}2)}                      |
| 149   | 32           | {\displaystyle 223}      | P312         | P 3 1 2    | {\displaystyle \Gamma _{h}D_{3}^{1}}   | 45s                | {\displaystyle (c:(a/a)):2:3}                                 | {\displaystyle (*3_{0}3_{0}3_{0})}             |
| 150   | 32           | {\displaystyle 223}      | P321         | P 3 2 1    | {\displaystyle \Gamma _{h}D_{3}^{2}}   | 44s                | {\displaystyle (c:(a/a))\cdot 2:3}                            | {\displaystyle (3_{0}{*}3_{0})}                |
| 151   | 32           | {\displaystyle 223}      | P3112        | P 31 1 2   | {\displaystyle \Gamma _{h}D_{3}^{3}}   | 72a                | {\displaystyle (c:(a/a)):2:3_{1}}                             | {\displaystyle (*3_{1}3_{1}3_{1})}             |
| 152   | 32           | {\displaystyle 223}      | P3121        | P 31 2 1   | {\displaystyle \Gamma _{h}D_{3}^{4}}   | 70a                | {\displaystyle (c:(a/a))\cdot 2:3_{1}}                        | {\displaystyle (3_{1}{*}3_{1})}                |
| 153   | 32           | {\displaystyle 223}      | P3212        | P 32 1 2   | {\displaystyle \Gamma _{h}D_{3}^{5}}   | 73a                | {\displaystyle (c:(a/a)):2:3_{2}}                             | {\displaystyle (*3_{1}3_{1}3_{1})}             |
| 154   | 32           | {\displaystyle 223}      | P3221        | P 32 2 1   | {\displaystyle \Gamma _{h}D_{3}^{6}}   | 71a                | {\displaystyle (c:(a/a))\cdot 2:3_{2}}                        | {\displaystyle (3_{1}{*}3_{1})}                |
| 155   | 32           | {\displaystyle 223}      | R32          | R 3 2      | {\displaystyle \Gamma _{rh}D_{3}^{7}}  | 46s                | {\displaystyle (a/a/a)/3:2}                                   | {\displaystyle (*3_{0}3_{1}3_{2})}             |
| 156   | 3m           | {\displaystyle *33}      | P3m1         | P 3 m 1    | {\displaystyle \Gamma _{h}C_{3v}^{1}}  | 40s                | {\displaystyle (c:(a/a)):m\cdot 3}                            | {\displaystyle (*{\cdot }3{\cdot }3{\cdot }3)} |
| 157   | 3m           | {\displaystyle *33}      | P31m         | P 3 1 m    | {\displaystyle \Gamma _{h}C_{3v}^{2}}  | 41s                | {\displaystyle (c:(a/a))\cdot m\cdot 3}                       | {\displaystyle (3_{0}{*}{\cdot }3)}            |
| 158   | 3m           | {\displaystyle *33}      | P3c1         | P 3 c 1    | {\displaystyle \Gamma _{h}C_{3v}^{3}}  | 39h                | {\displaystyle (c:(a/a)):{\tilde {c}}:3}                      | {\displaystyle (*{:}3{:}3{:}3)}                |
| 159   | 3m           | {\displaystyle *33}      | P31c         | P 3 1 c    | {\displaystyle \Gamma _{h}C_{3v}^{4}}  | 40h                | {\displaystyle (c:(a/a))\cdot {\tilde {c}}:3}                 | {\displaystyle (3_{0}{*}{:}3)}                 |
| 160   | 3m           | {\displaystyle *33}      | R3m          | R 3 m      | {\displaystyle \Gamma _{rh}C_{3v}^{5}} | 42s                | {\displaystyle (a/a/a)/3\cdot m}                              | {\displaystyle (3_{1}{*}{\cdot }3)}            |
| 161   | 3m           | {\displaystyle *33}      | R3c          | R 3 c      | {\displaystyle \Gamma _{rh}C_{3v}^{6}} | 41h                | {\displaystyle (a/a/a)/3\cdot {\tilde {c}}}                   | {\displaystyle (3_{1}{*}{:}3)}                 |
| 162   | 3 2/m        | {\displaystyle 2{*}3}    | P31m         | P 3 1 2/m  | {\displaystyle \Gamma _{h}D_{3d}^{1}}  | 56s                | {\displaystyle (c:(a/a))\cdot m\cdot {\tilde {6}}}            | {\displaystyle (*{\cdot }63_{0}2)}             |
| 163   | 3 2/m        | {\displaystyle 2{*}3}    | P31c         | P 3 1 2/c  | {\displaystyle \Gamma _{h}D_{3d}^{2}}  | 46h                | {\displaystyle (c:(a/a))\cdot {\tilde {c}}\cdot {\tilde {6}}} | {\displaystyle (*{:}63_{0}2)}                  |
| 164   | 3 2/m        | {\displaystyle 2{*}3}    | P3m1         | P 3 2/m 1  | {\displaystyle \Gamma _{h}D_{3d}^{3}}  | 55s                | {\displaystyle (c:(a/a)):m\cdot {\tilde {6}}}                 | {\displaystyle (*6{\cdot }3{\cdot }2)}         |
| 165   | 3 2/m        | {\displaystyle 2{*}3}    | P3c1         | P 3 2/c 1  | {\displaystyle \Gamma _{h}D_{3d}^{4}}  | 45h                | {\displaystyle (c:(a/a)):{\tilde {c}}\cdot {\tilde {6}}}      | {\displaystyle (*6{:}3{:}2)}                   |
| 166   | 3 2/m        | {\displaystyle 2{*}3}    | R3m          | R 3 2/m    | {\displaystyle \Gamma _{rh}D_{3d}^{5}} | 57s                | {\displaystyle (a/a/a)/{\tilde {6}}\cdot m}                   | {\displaystyle (*{\cdot }63_{1}2)}             |
| 167   | 3 2/m        | {\displaystyle 2{*}3}    | R3c          | R 3 2/c    | {\displaystyle \Gamma _{rh}D_{3d}^{6}} | 47h                | {\displaystyle (a/a/a)/{\tilde {6}}\cdot {\tilde {c}}}        | {\displaystyle (*{:}63_{1}2)}                  |

## Seznam prostorových grup šesterečné soustavy
|  |

| Číslo | Bodová grupa | Orbifoldovo značení  | Krátké jméno | Celé jméno     | Schoenfliesovo značení                | Fedorovovo značení | Shubnikovo značení                                       | Fibrifoldovo značení                           |
| ----- | ------------ | -------------------- | ------------ | -------------- | ------------------------------------- | ------------------ | -------------------------------------------------------- | ---------------------------------------------- |
| 168   | 6            | {\displaystyle 66}   | P6           | P 6            | {\displaystyle \Gamma _{h}C_{6}^{1}}  | 49s                | {\displaystyle (c:(a/a)):6}                              | {\displaystyle (6_{0}3_{0}2_{0})}              |
| 169   | 6            | {\displaystyle 66}   | P61          | P 61           | {\displaystyle \Gamma _{h}C_{6}^{2}}  | 74a                | {\displaystyle (c:(a/a)):6_{1}}                          | {\displaystyle (6_{1}3_{1}2_{1})}              |
| 170   | 6            | {\displaystyle 66}   | P65          | P 65           | {\displaystyle \Gamma _{h}C_{6}^{3}}  | 75a                | {\displaystyle (c:(a/a)):6_{5}}                          | {\displaystyle (6_{1}3_{1}2_{1})}              |
| 171   | 6            | {\displaystyle 66}   | P62          | P 62           | {\displaystyle \Gamma _{h}C_{6}^{4}}  | 76a                | {\displaystyle (c:(a/a)):6_{2}}                          | {\displaystyle (6_{2}3_{2}2_{0})}              |
| 172   | 6            | {\displaystyle 66}   | P64          | P 64           | {\displaystyle \Gamma _{h}C_{6}^{5}}  | 77a                | {\displaystyle (c:(a/a)):6_{4}}                          | {\displaystyle (6_{2}3_{2}2_{0})}              |
| 173   | 6            | {\displaystyle 66}   | P63          | P 63           | {\displaystyle \Gamma _{h}C_{6}^{6}}  | 78a                | {\displaystyle (c:(a/a)):6_{3}}                          | {\displaystyle (6_{3}3_{0}2_{1})}              |
| 174   | 6            | {\displaystyle 3*}   | P6           | P 6            | {\displaystyle \Gamma _{h}C_{3h}^{1}} | 43s                | {\displaystyle (c:(a/a)):3:m}                            | {\displaystyle [3_{0}3_{0}3_{0}]}              |
| 175   | 6/m          | {\displaystyle 6*}   | P6/m         | P 6/m          | {\displaystyle \Gamma _{h}C_{6h}^{1}} | 53s                | {\displaystyle (c:(a/a))\cdot m:6}                       | {\displaystyle [6_{0}3_{0}2_{0}]}              |
| 176   | 6/m          | {\displaystyle 6*}   | P63/m        | P 63/m         | {\displaystyle \Gamma _{h}C_{6h}^{2}} | 81a                | {\displaystyle (c:(a/a))\cdot m:6_{3}}                   | {\displaystyle [6_{3}3_{0}2_{1}]}              |
| 177   | 622          | {\displaystyle 226}  | P622         | P 6 2 2        | {\displaystyle \Gamma _{h}D_{6}^{1}}  | 54s                | {\displaystyle (c:(a/a))\cdot 2:6}                       | {\displaystyle (*6_{0}3_{0}2_{0})}             |
| 178   | 622          | {\displaystyle 226}  | P6122        | P 61 2 2       | {\displaystyle \Gamma _{h}D_{6}^{2}}  | 82a                | {\displaystyle (c:(a/a))\cdot 2:6_{1}}                   | {\displaystyle (*6_{1}3_{1}2_{1})}             |
| 179   | 622          | {\displaystyle 226}  | P6522        | P 65 2 2       | {\displaystyle \Gamma _{h}D_{6}^{3}}  | 83a                | {\displaystyle (c:(a/a))\cdot 2:6_{5}}                   | {\displaystyle (*6_{1}3_{1}2_{1})}             |
| 180   | 622          | {\displaystyle 226}  | P6222        | P 62 2 2       | {\displaystyle \Gamma _{h}D_{6}^{4}}  | 84a                | {\displaystyle (c:(a/a))\cdot 2:6_{2}}                   | {\displaystyle (*6_{2}3_{2}2_{0})}             |
| 181   | 622          | {\displaystyle 226}  | P6422        | P 64 2 2       | {\displaystyle \Gamma _{h}D_{6}^{5}}  | 85a                | {\displaystyle (c:(a/a))\cdot 2:6_{4}}                   | {\displaystyle (*6_{2}3_{2}2_{0})}             |
| 182   | 622          | {\displaystyle 226}  | P6322        | P 63 2 2       | {\displaystyle \Gamma _{h}D_{6}^{6}}  | 86a                | {\displaystyle (c:(a/a))\cdot 2:6_{3}}                   | {\displaystyle (*6_{3}3_{0}2_{1})}             |
| 183   | 6mm          | {\displaystyle *66}  | P6mm         | P 6 m m        | {\displaystyle \Gamma _{h}C_{6v}^{1}} | 50s                | {\displaystyle (c:(a/a)):m\cdot 6}                       | {\displaystyle (*{\cdot }6{\cdot }3{\cdot }2)} |
| 184   | 6mm          | {\displaystyle *66}  | P6cc         | P 6 c c        | {\displaystyle \Gamma _{h}C_{6v}^{2}} | 44h                | {\displaystyle (c:(a/a)):{\tilde {c}}\cdot 6}            | {\displaystyle (*{:}6{:}3{:}2)}                |
| 185   | 6mm          | {\displaystyle *66}  | P63cm        | P 63 c m       | {\displaystyle \Gamma _{h}C_{6v}^{3}} | 80a                | {\displaystyle (c:(a/a)):{\tilde {c}}\cdot 6_{3}}        | {\displaystyle (*{\cdot }6{:}3{:}2)}           |
| 186   | 6mm          | {\displaystyle *66}  | P63mc        | P 63 m c       | {\displaystyle \Gamma _{h}C_{6v}^{4}} | 79a                | {\displaystyle (c:(a/a)):m\cdot 6_{3}}                   | {\displaystyle (*{:}6{\cdot }3{\cdot }2)}      |
| 187   | 6m2          | {\displaystyle *223} | P6m2         | P 6 m 2        | {\displaystyle \Gamma _{h}D_{3h}^{1}} | 48s                | {\displaystyle (c:(a/a)):m\cdot 3:m}                     | {\displaystyle [*{\cdot }3{\cdot }3{\cdot }3]} |
| 188   | 6m2          | {\displaystyle *223} | P6c2         | P 6 c 2        | {\displaystyle \Gamma _{h}D_{3h}^{2}} | 43h                | {\displaystyle (c:(a/a)):{\tilde {c}}\cdot 3:m}          | {\displaystyle [*{:}3{:}3{:}3]}                |
| 189   | 6m2          | {\displaystyle *223} | P62m         | P 6 2 m        | {\displaystyle \Gamma _{h}D_{3h}^{3}} | 47s                | {\displaystyle (c:(a/a))\cdot m:3\cdot m}                | {\displaystyle [3_{0}{*}{\cdot }3]}            |
| 190   | 6m2          | {\displaystyle *223} | P62c         | P 6 2 c        | {\displaystyle \Gamma _{h}D_{3h}^{4}} | 42h                | {\displaystyle (c:(a/a))\cdot m:3\cdot {\tilde {c}}}     | {\displaystyle [3_{0}{*}{:}3]}                 |
| 191   | 6/m 2/m 2/m  | {\displaystyle *226} | P6/mmm       | P 6/m 2/m 2/m  | {\displaystyle \Gamma _{h}D_{6h}^{1}} | 58s                | {\displaystyle (c:(a/a))\cdot m:6\cdot m}                | {\displaystyle [*{\cdot }6{\cdot }3{\cdot }2]} |
| 192   | 6/m 2/m 2/m  | {\displaystyle *226} | P6/mcc       | P 6/m 2/c 2/c  | {\displaystyle \Gamma _{h}D_{6h}^{2}} | 48h                | {\displaystyle (c:(a/a))\cdot m:6\cdot {\tilde {c}}}     | {\displaystyle [*{:}6{:}3{:}2]}                |
| 193   | 6/m 2/m 2/m  | {\displaystyle *226} | P63/mcm      | P 63/m 2/c 2/m | {\displaystyle \Gamma _{h}D_{6h}^{3}} | 87a                | {\displaystyle (c:(a/a))\cdot m:6_{3}\cdot {\tilde {c}}} | {\displaystyle [*{\cdot }6{:}3{:}2]}           |
| 194   | 6/m 2/m 2/m  | {\displaystyle *226} | P63/mmc      | P 63/m 2/m 2/c | {\displaystyle \Gamma _{h}D_{6h}^{4}} | 88a                | {\displaystyle (c:(a/a))\cdot m:6_{3}\cdot m}            | {\displaystyle [*{:}6{\cdot }3{\cdot }2]}      |

## Seznam prostorových grup krychlové soustavy
| Primitivní (P) | Prostorově centrovaná (I) | Plošně centrovaná (F) |
| -------------- | ------------------------- | --------------------- |
|                |                           |                       |

- (221) Chlorid cesný Různé barvy pro dva typy atomů.
- (216) Sfalerit
- (223) Weaire-Phelanova struktura

| Číslo | Bodová grupa | Orbifoldovo značení   | Krátké jméno | Celé jméno   | Schoenfliesovo značení                    | Fedorovovo značení | Shubnikovo značení | Conway                           | Fibrifold (zachování {\displaystyle z})                     | Fibrifold (zachování {\displaystyle x}, {\displaystyle y}, {\displaystyle z}) |
| ----- | ------------ | --------------------- | ------------ | ------------ | ----------------------------------------- | ------------------ | --- | -------------------------------- | ----------------------------------------------------------- | ----------------------------------------------------------------------------- |
| 195   | 23           | {\displaystyle 332}   | P23          | P 2 3        | {\displaystyle \Gamma _{c}T^{1}}          | 59s                | {\displaystyle \left(a:a:a\right):2/3} | {\displaystyle 2^{\circ }}       | {\displaystyle (*2_{0}2_{0}2_{0}2_{0}){:}3}                 | {\displaystyle (*2_{0}2_{0}2_{0}2_{0}){:}3}                                   |
| 196   | 23           | {\displaystyle 332}   | F23          | F 2 3        | {\displaystyle \Gamma _{c}^{f}T^{2}}      | 61s                | {\displaystyle \left({\tfrac {a+c}{2}}/{\tfrac {b+c}{2}}/{\tfrac {a+b}{2}}:a:a:a\right):2/3}                                                | {\displaystyle 1^{\circ }}       | {\displaystyle (*2_{0}2_{1}2_{0}2_{1}){:}3}                 | {\displaystyle (*2_{0}2_{1}2_{0}2_{1}){:}3}                                   |
| 197   | 23           | {\displaystyle 332}   | I23          | I 2 3        | {\displaystyle \Gamma _{c}^{v}T^{3}}      | 60s                | {\displaystyle \left({\tfrac {a+b+c}{2}}/a:a:a\right):2/3}                                                                                  | {\displaystyle 4^{\circ \circ }} | {\displaystyle (2_{1}{*}2_{0}2_{0}){:}3}                    | {\displaystyle (2_{1}{*}2_{0}2_{0}){:}3}                                      |
| 198   | 23           | {\displaystyle 332}   | P213         | P 21 3       | {\displaystyle \Gamma _{c}T^{4}}          | 89a                | {\displaystyle \left(a:a:a\right):2_{1}/3}                                                                                                  | {\displaystyle 1^{\circ }/4}     | {\displaystyle (2_{1}2_{1}{\bar {\times }}){:}3}            | {\displaystyle (2_{1}2_{1}{\bar {\times }}){:}3}                              |
| 199   | 23           | {\displaystyle 332}   | I213         | I 21 3       | {\displaystyle \Gamma _{c}^{v}T^{5}}      | 90a                | {\displaystyle \left({\tfrac {a+b+c}{2}}/a:a:a\right):2_{1}/3}                                                                              | {\displaystyle 2^{\circ }/4}     | {\displaystyle (2_{0}{*}2_{1}2_{1}){:}3}                    | {\displaystyle (2_{0}{*}2_{1}2_{1}){:}3}                                      |
| 200   | 2/m 3        | {\displaystyle 3{*}2} | Pm3          | P 2/m 3      | {\displaystyle \Gamma _{c}T_{h}^{1}}      | 62s                | {\displaystyle \left(a:a:a\right)\cdot m/{\tilde {6}}}                                                                                      | {\displaystyle 4^{-}}            | {\displaystyle [*{\cdot }2{\cdot }2{\cdot }2{\cdot }2]{:}3} | {\displaystyle [*{\cdot }2{\cdot }2{\cdot }2{\cdot }2]{:}3}                   |
| 201   | 2/m 3        | {\displaystyle 3{*}2} | Pn3          | P 2/n 3      | {\displaystyle \Gamma _{c}T_{h}^{2}}      | 49h                | {\displaystyle \left(a:a:a\right)\cdot {\widetilde {ab}}/{\tilde {6}}}                                                                      | {\displaystyle 4^{\circ +}}      | {\displaystyle (2{\bar {*}}_{1}2_{0}2_{0}){:}3}             | {\displaystyle (2{\bar {*}}_{1}2_{0}2_{0}){:}3}                               |
| 202   | 2/m 3        | {\displaystyle 3{*}2} | Fm3          | F 2/m 3      | {\displaystyle \Gamma _{c}^{f}T_{h}^{3}}  | 64s                | {\displaystyle \left({\tfrac {a+c}{2}}/{\tfrac {b+c}{2}}/{\tfrac {a+b}{2}}:a:a:a\right)\cdot m/{\tilde {6}}}                                | {\displaystyle 2^{-}}            | {\displaystyle [*{\cdot }2{\cdot }2{:}2{:}2]{:}3}           | {\displaystyle [*{\cdot }2{\cdot }2{:}2{:}2]{:}3}                             |
| 203   | 2/m 3        | {\displaystyle 3{*}2} | Fd3          | F 2/d 3      | {\displaystyle \Gamma _{c}^{f}T_{h}^{4}}  | 50h                | {\displaystyle \left({\tfrac {a+c}{2}}/{\tfrac {b+c}{2}}/{\tfrac {a+b}{2}}:a:a:a\right)\cdot {\tfrac {1}{2}}{\widetilde {ab}}/{\tilde {6}}} | {\displaystyle 2^{\circ +}}      | {\displaystyle (2{\bar {*}}2_{0}2_{1}){:}3}                 | {\displaystyle (2{\bar {*}}2_{0}2_{1}){:}3}                                   |
| 204   | 2/m 3        | {\displaystyle 3{*}2} | Im3          | I 2/m 3      | {\displaystyle \Gamma _{c}^{v}T_{h}^{5}}  | 63s                | {\displaystyle \left({\tfrac {a+b+c}{2}}/a:a:a\right)\cdot m/{\tilde {6}}}                                                                  | {\displaystyle 8^{-\circ }}      | {\displaystyle [2_{1}{*}{\cdot }2{\cdot }2]{:}3}            | {\displaystyle [2_{1}{*}{\cdot }2{\cdot }2]{:}3}                              |
| 205   | 2/m 3        | {\displaystyle 3{*}2} | Pa3          | P 21/a 3     | {\displaystyle \Gamma _{c}T_{h}^{6}}      | 91a                | {\displaystyle \left(a:a:a\right)\cdot {\tilde {a}}/{\tilde {6}}}                                                                           | {\displaystyle 2^{-}/4}          | {\displaystyle (2_{1}2{\bar {*}}{:}){:}3)}                  | {\displaystyle (2_{1}2{\bar {*}}{:}){:}3)}                                    |
| 206   | 2/m 3        | {\displaystyle 3{*}2} | Ia3          | I 21/a 3     | {\displaystyle \Gamma _{c}^{v}T_{h}^{7}}  | 92a                | {\displaystyle \left({\tfrac {a+b+c}{2}}/a:a:a\right)\cdot {\tilde {a}}/{\tilde {6}}}                                                       | {\displaystyle 4^{-}/4}          | {\displaystyle (*2_{1}2{:}2{:}2){:}3}                       | {\displaystyle (*2_{1}2{:}2{:}2){:}3}                                         |
| 207   | 432          | {\displaystyle 432}   | P432         | P 4 3 2      | {\displaystyle \Gamma _{c}O^{1}}          | 68s                | {\displaystyle \left(a:a:a\right):4/3} | {\displaystyle 4^{\circ -}}      | {\displaystyle (*4_{0}4_{0}2_{0}){:}3}                      | {\displaystyle (*2_{0}2_{0}2_{0}2_{0}){:}6}                                   |
| 208   | 432          | {\displaystyle 432}   | P4232        | P 42 3 2     | {\displaystyle \Gamma _{c}O^{2}}          | 98a                | {\displaystyle \left(a:a:a\right):4_{2}//3}                                                                                                 | {\displaystyle 4^{+}}            | {\displaystyle (*4_{2}4_{2}2_{0}){:}3}                      | {\displaystyle (*2_{0}2_{0}2_{0}2_{0}){:}6}                                   |
| 209   | 432          | {\displaystyle 432}   | F432         | F 4 3 2      | {\displaystyle \Gamma _{c}^{f}O^{3}}      | 70s                | {\displaystyle \left({\tfrac {a+c}{2}}/{\tfrac {b+c}{2}}/{\tfrac {a+b}{2}}:a:a:a\right):4/3}                                                | {\displaystyle 2^{\circ -}}      | {\displaystyle (*4_{2}4_{0}2_{1}){:}3}                      | {\displaystyle (*2_{0}2_{1}2_{0}2_{1}){:}6}                                   |
| 210   | 432          | {\displaystyle 432}   | F4132        | F 41 3 2     | {\displaystyle \Gamma _{c}^{f}O^{4}}      | 97a                | {\displaystyle \left({\tfrac {a+c}{2}}/{\tfrac {b+c}{2}}/{\tfrac {a+b}{2}}:a:a:a\right):4_{1}//3}                                           | {\displaystyle 2^{+}}            | {\displaystyle (*4_{3}4_{1}2_{0}){:}3}                      | {\displaystyle (*2_{0}2_{1}2_{0}2_{1}){:}6}                                   |
| 211   | 432          | {\displaystyle 432}   | I432         | I 4 3 2      | {\displaystyle \Gamma _{c}^{v}O^{5}}      | 69s                | {\displaystyle \left({\tfrac {a+b+c}{2}}/a:a:a\right):4/3}                                                                                  | {\displaystyle 8^{+\circ }}      | {\displaystyle (4_{2}4_{0}2_{1}){:3}}                       | {\displaystyle (2_{1}{*}2_{0}2_{0}){:}6}                                      |
| 212   | 432          | {\displaystyle 432}   | P4332        | P 43 3 2     | {\displaystyle \Gamma _{c}O^{6}}          | 94a                | {\displaystyle \left(a:a:a\right):4_{3}//3}                                                                                                 | {\displaystyle 2^{+}/4}          | {\displaystyle (4_{1}{*}2_{1}){:}3}                         | {\displaystyle (2_{1}2_{1}{\bar {\times }}){:}6}                              |
| 213   | 432          | {\displaystyle 432}   | P4132        | P 41 3 2     | {\displaystyle \Gamma _{c}O^{7}}          | 95a                | {\displaystyle \left(a:a:a\right):4_{1}//3}                                                                                                 | {\displaystyle 2^{+}/4}          | {\displaystyle (4_{1}{*}2_{1}){:}3}                         | {\displaystyle (2_{1}2_{1}{\bar {\times }}){:}6}                              |
| 214   | 432          | {\displaystyle 432}   | I4132        | I 41 3 2     | {\displaystyle \Gamma _{c}^{v}O^{8}}      | 96a                | {\displaystyle \left({\tfrac {a+b+c}{2}}/:a:a:a\right):4_{1}//3}                                                                            | {\displaystyle 4^{+}/4}          | {\displaystyle (*4_{3}4_{1}2_{0}){:}3}                      | {\displaystyle (2_{0}{*}2_{1}2_{1}){:}6}                                      |
| 215   | 43m          | {\displaystyle *332}  | P43m         | P 4 3 m      | {\displaystyle \Gamma _{c}T_{d}^{1}}      | 65s                | {\displaystyle \left(a:a:a\right):{\tilde {4}}/3}                                                                                           | {\displaystyle 2^{\circ }{:}2}   | {\displaystyle (*4{\cdot }42_{0}){:}3}                      | {\displaystyle (*2_{0}2_{0}2_{0}2_{0}){:}6}                                   |
| 216   | 43m          | {\displaystyle *332}  | F43m         | F 4 3 m      | {\displaystyle \Gamma _{c}^{f}T_{d}^{2}}  | 67s                | {\displaystyle \left({\tfrac {a+c}{2}}/{\tfrac {b+c}{2}}/{\tfrac {a+b}{2}}:a:a:a\right):{\tilde {4}}/3}                                     | {\displaystyle 1^{\circ }{:}2}   | {\displaystyle (*4{\cdot }42_{1}){:}3}                      | {\displaystyle (*2_{0}2_{1}2_{0}2_{1}){:}6}                                   |
| 217   | 43m          | {\displaystyle *332}  | I43m         | I 4 3 m      | {\displaystyle \Gamma _{c}^{v}T_{d}^{3}}  | 66s                | {\displaystyle \left({\tfrac {a+b+c}{2}}/a:a:a\right):{\tilde {4}}/3}                                                                       | {\displaystyle 4^{\circ }{:}2}   | {\displaystyle (*{\cdot }44{:}2){:}3}                       | {\displaystyle (2_{1}{*}2_{0}2_{0}){:}6}                                      |
| 218   | 43m          | {\displaystyle *332}  | P43n         | P 4 3 n      | {\displaystyle \Gamma _{c}T_{d}^{4}}      | 51h                | {\displaystyle \left(a:a:a\right):{\tilde {4}}//3}                                                                                          | {\displaystyle 4^{\circ }}       | {\displaystyle (*4{:}42_{0}){:}3}                           | {\displaystyle (*2_{0}2_{0}2_{0}2_{0}){:}6}                                   |
| 219   | 43m          | {\displaystyle *332}  | F43c         | F 4 3 c      | {\displaystyle \Gamma _{c}^{f}T_{d}^{5}}  | 52h                | {\displaystyle \left({\tfrac {a+c}{2}}/{\tfrac {b+c}{2}}/{\tfrac {a+b}{2}}:a:a:a\right):{\tilde {4}}//3}                                    | {\displaystyle 2^{\circ \circ }} | {\displaystyle (*4{:}42_{1}){:}3}                           | {\displaystyle (*2_{0}2_{1}2_{0}2_{1}){:}6}                                   |
| 220   | 43m          | {\displaystyle *332}  | I43d         | I 4 3 d      | {\displaystyle \Gamma _{c}^{v}T_{d}^{6}}  | 93a                | {\displaystyle \left({\tfrac {a+b+c}{2}}/a:a:a\right):{\tilde {4}}//3}                                                                      | {\displaystyle 4^{\circ }/4}     | {\displaystyle (4{\bar {*}}2_{1}){:}3}                      | {\displaystyle (2_{0}{*}2_{1}2_{1}){:}6}                                      |
| 221   | 4/m 3 2/m    | {\displaystyle *432}  | Pm3m         | P 4/m 3 2/m  | {\displaystyle \Gamma _{c}O_{h}^{1}}      | 71s                | {\displaystyle \left(a:a:a\right):4/{\tilde {6}}\cdot m}                                                                                    | {\displaystyle 4^{-}{:}2}        | {\displaystyle [*{\cdot }4{\cdot }4{\cdot }2]{:}3}          | {\displaystyle [*{\cdot }2{\cdot }2{\cdot }2{\cdot }2]{:}6}                   |
| 222   | 4/m 3 2/m    | {\displaystyle *432}  | Pn3n         | P 4/n 3 2/n  | {\displaystyle \Gamma _{c}O_{h}^{2}}      | 53h                | {\displaystyle \left(a:a:a\right):4/{\tilde {6}}\cdot {\widetilde {abc}}}                                                                   | {\displaystyle 8^{\circ \circ }} | {\displaystyle (*4_{0}4{:}2){:}3}                           | {\displaystyle (2{\bar {*}}_{1}2_{0}2_{0}){:}6}                               |
| 223   | 4/m 3 2/m    | {\displaystyle *432}  | Pm3n         | P 42/m 3 2/n | {\displaystyle \Gamma _{c}O_{h}^{3}}      | 102a               | {\displaystyle \left(a:a:a\right):4_{2}//{\tilde {6}}\cdot {\widetilde {abc}}}                                                              | {\displaystyle 8^{\circ }}       | {\displaystyle [*{\cdot }4{:}4{\cdot }2]{:}3}               | {\displaystyle [*{\cdot }2{\cdot }2{\cdot }2{\cdot }2]{:}6}                   |
| 224   | 4/m 3 2/m    | {\displaystyle *432}  | Pn3m         | P 42/n 3 2/m | {\displaystyle \Gamma _{c}O_{h}^{4}}      | 103a               | {\displaystyle \left(a:a:a\right):4_{2}//{\tilde {6}}\cdot m}                                                                               | {\displaystyle 4^{+}{:}2}        | {\displaystyle (*4_{2}4{\cdot }2){:}3}                      | {\displaystyle (2{\bar {*}}_{1}2_{0}2_{0}){:}6}                               |
| 225   | 4/m 3 2/m    | {\displaystyle *432}  | Fm3m         | F 4/m 3 2/m  | {\displaystyle \Gamma _{c}^{f}O_{h}^{5}}  | 73s                | {\displaystyle \left({\tfrac {a+c}{2}}/{\tfrac {b+c}{2}}/{\tfrac {a+b}{2}}:a:a:a\right):4/{\tilde {6}}\cdot m}                              | {\displaystyle 2^{-}{:}2}        | {\displaystyle [*{\cdot }4{\cdot }4{:}2]{:}3}               | {\displaystyle [*{\cdot }2{\cdot }2{:}2{:}2]{:}6}                             |
| 226   | 4/m 3 2/m    | {\displaystyle *432}  | Fm3c         | F 4/m 3 2/c  | {\displaystyle \Gamma _{c}^{f}O_{h}^{6}}  | 54h                | {\displaystyle \left({\tfrac {a+c}{2}}/{\tfrac {b+c}{2}}/{\tfrac {a+b}{2}}:a:a:a\right):4/{\tilde {6}}\cdot {\tilde {c}}}                   | {\displaystyle 4^{--}}           | {\displaystyle [*{\cdot }4{:}4{:}2]{:}3}                    | {\displaystyle [*{\cdot }2{\cdot }2{:}2{:}2]{:}6}                             |
| 227   | 4/m 3 2/m    | {\displaystyle *432}  | Fd3m         | F 41/d 3 2/m | {\displaystyle \Gamma _{c}^{f}O_{h}^{7}}  | 100a               | {\displaystyle \left({\tfrac {a+c}{2}}/{\tfrac {b+c}{2}}/{\tfrac {a+b}{2}}:a:a:a\right):4_{1}//{\tilde {6}}\cdot m}                         | {\displaystyle 2^{+}{:}2}        | {\displaystyle (*4_{1}4{\cdot }2){:}3}                      | {\displaystyle (2{\bar {*}}2_{0}2_{1}){:}6}                                   |
| 228   | 4/m 3 2/m    | {\displaystyle *432}  | Fd3c         | F 41/d 3 2/c | {\displaystyle \Gamma _{c}^{f}O_{h}^{8}}  | 101a               | {\displaystyle \left({\tfrac {a+c}{2}}/{\tfrac {b+c}{2}}/{\tfrac {a+b}{2}}:a:a:a\right):4_{1}//{\tilde {6}}\cdot {\tilde {c}}}              | {\displaystyle 4^{++}}           | {\displaystyle (*4_{1}4{:}2){:}3}                           | {\displaystyle (2{\bar {*}}2_{0}2_{1}){:}6}                                   |
| 229   | 4/m 3 2/m    | {\displaystyle *432}  | Im3m         | I 4/m 3 2/m  | {\displaystyle \Gamma _{c}^{v}O_{h}^{9}}  | 72s                | {\displaystyle \left({\tfrac {a+b+c}{2}}/a:a:a\right):4/{\tilde {6}}\cdot m}                                                                | {\displaystyle 8^{\circ }{:}2}   | {\displaystyle [*{\cdot }4{\cdot }4{:}2]{:}3}               | {\displaystyle [2_{1}{*}{\cdot }2{\cdot }2]{:}6}                              |
| 230   | 4/m 3 2/m    | {\displaystyle *432}  | Ia3d         | I 41/a 3 2/d | {\displaystyle \Gamma _{c}^{v}O_{h}^{10}} | 99a                | {\displaystyle \left({\tfrac {a+b+c}{2}}/a:a:a\right):4_{1}//{\tilde {6}}\cdot {\tfrac {1}{2}}{\widetilde {abc}}}                           | {\displaystyle 8^{\circ }/4}     | {\displaystyle (*4_{1}4{:}2){:}3}                           | {\displaystyle (*2_{1}2{:}2{:}2){:}6}                                         |